# Mandarynka Satsuma
Mandarynka Satsuma, także pomarańcza Satsuma – gatunek drzewa z rodzaju cytrusów, w zależności od ujęcia systematycznego uważany za odrębny gatunek lub grupę odmian mandarynki. Owoce tych roślin są pozbawione nasion i łatwo się obierają. Rośliny pochodzą z Japonii.

## Wartości odżywcze
Wartości odżywcze owoców tej odmiany mandarynek są podobne do wartości odżywczych owoców pomarańczy. Zawierają one dużą ilość witaminy C, a biała część (mezokarp, albedo) oddzielająca wnętrze owocu od skórki zawiera pektyny. Dodatkowo, można znaleźć w nich także flawonoidy.